# Leersia hexandra
Leersia hexandra (cỏ bấc, cỏ nùng nùng, cỏ môi) là một loài cỏ lưu niên trong họ Hòa thảo. Loài này được Olof Swartz mô tả khoa học đầu tiên năm 1788.

## Hình ảnh

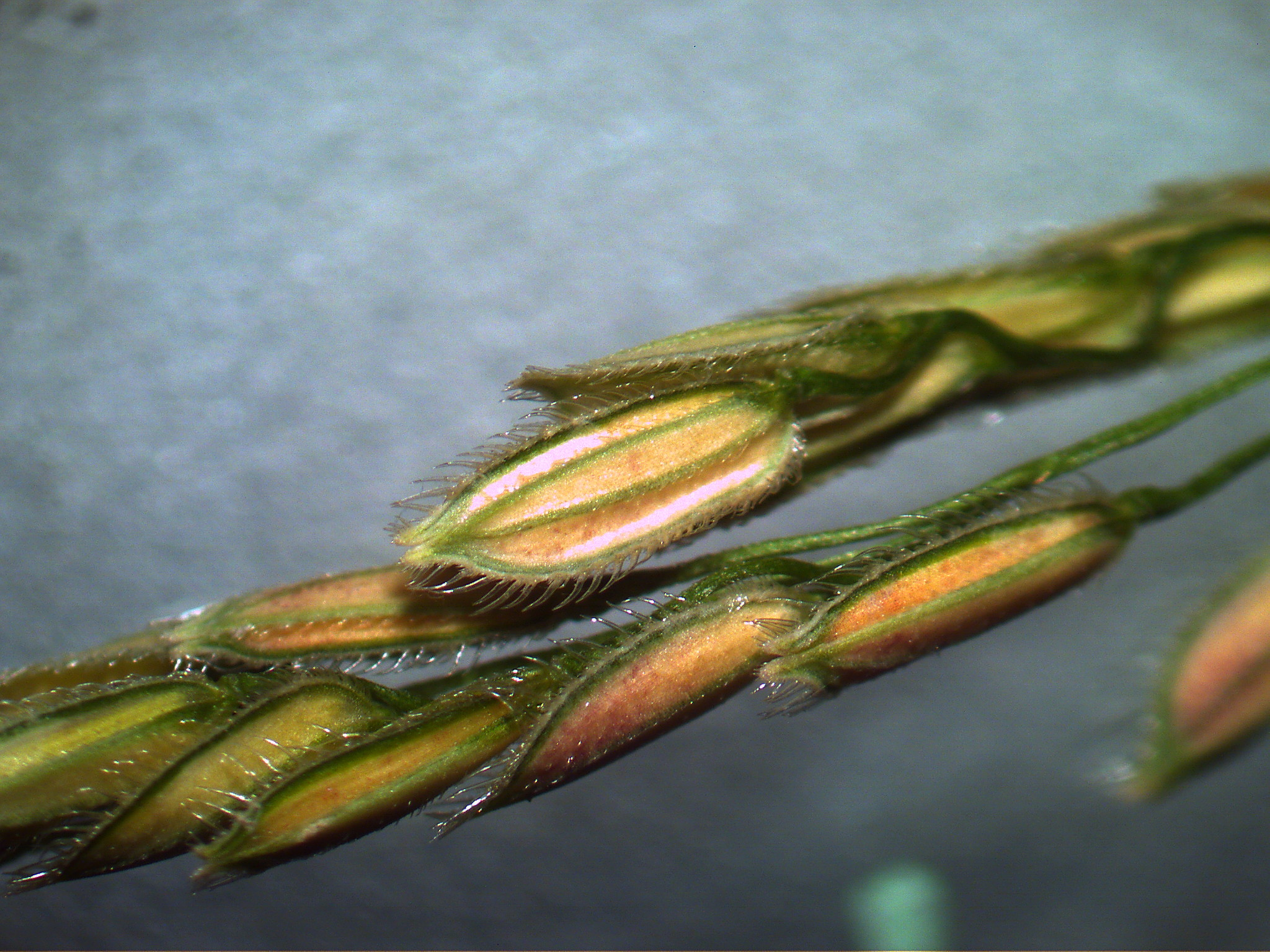
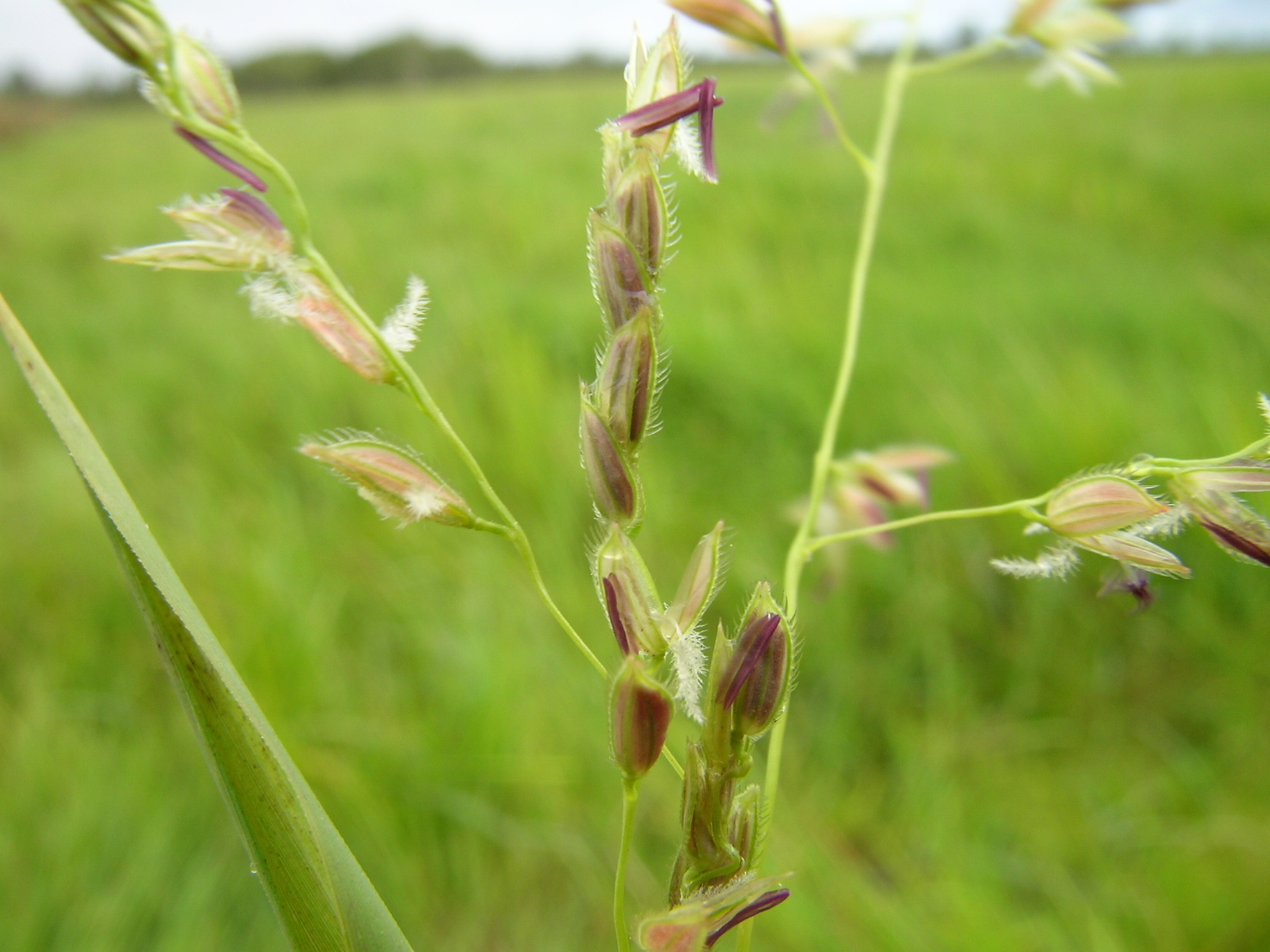